# Can Miracle
Can Miracle és un edifici de Mataró (Maresme) protegit com a Bé Cultural d'Interès Local.

## Descripció
Es tracta d'un conjunt de dos cases situat a la riera, molt a prop de la casa de la Vila. Els edificis, projectats per Jeroni Boada, mestre d'obres de la ciutat, a finals del segle xix, disposen d'una façana decorada sota un estil historicista eclèctic: els esgrafiats reprodueixen el més pur estil arabesc que es combina amb uns rosetons simètrics a la part superior de la finca i amb elements neomedievals com les arcuacions de la imposta i els guardapols de les finestres.

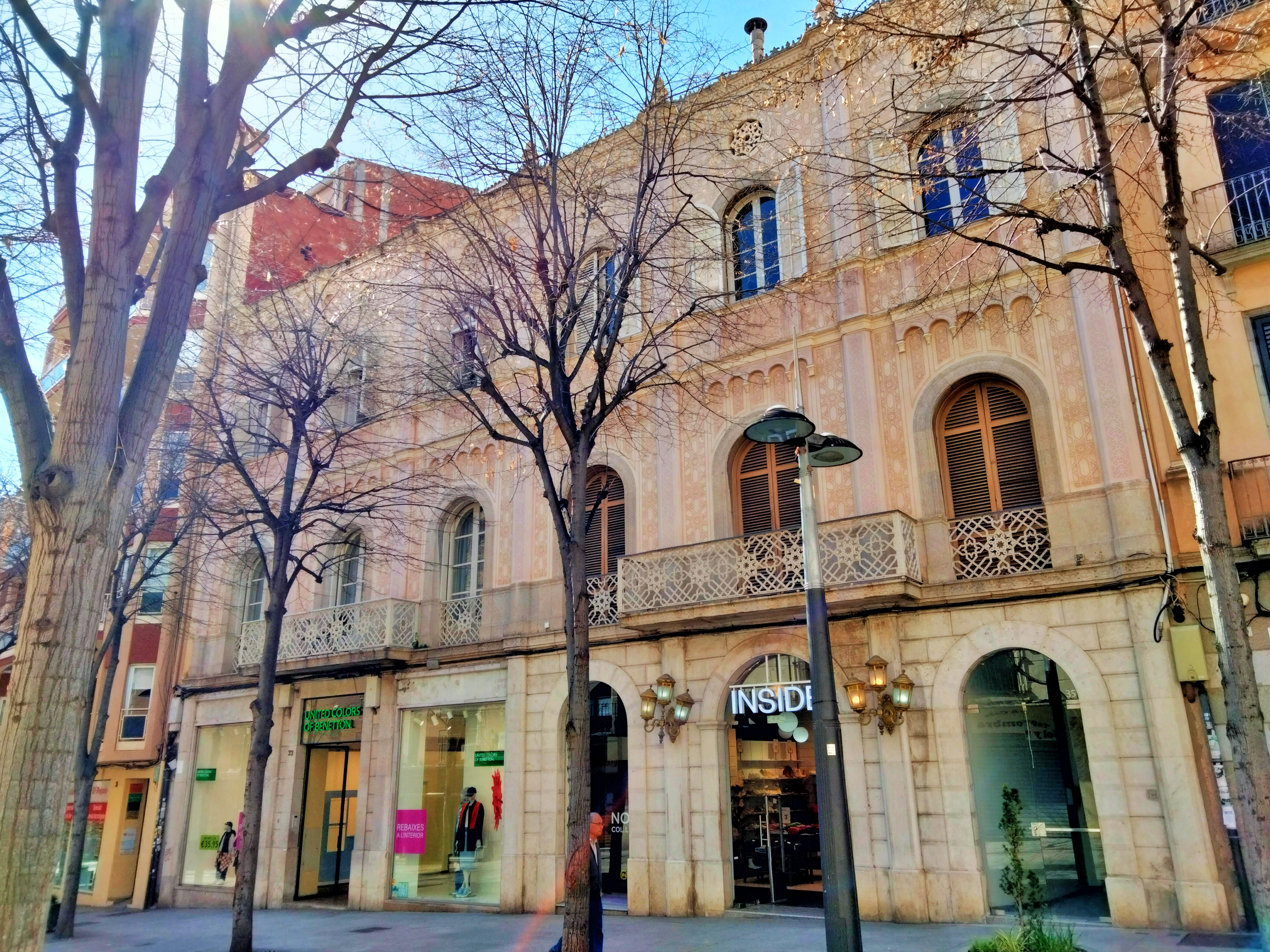
Conjunt de Can Aymar i Can Miracle

Entre ambdues finques hi ha les galeries comercials Galeries Aymà.
Aquesta construcció catalogada per l'Ajuntament l'any 1981, quedà protegida tant pel que fa ala façana com als volums.
Forma part del Pla especial del patrimoni arquitectònic de Mataró
Compta amb un casal de planta baixa i dues plantes pis. Obertures amb arc de mig punt a tota la façana. La composició de la balconada del primer pis presenta elements neoàrabs així com els ulls de bou de sotacoberta. Destaca l'esgrafiat amb motius geomètrics i florals de la façana i la cresteria invertida de la cornisa.